# Josh Mathews
Joshua Lomberger (Sea Isle City (New Jersey), 25 november 1980) is een Amerikaans presentator en commentator. Hij was vooral bekend van zijn bij WWE als Josh Mathews. Op 7 januari 2015 debuteerde hij als commentator bij Impact Wrestling.

## In worstelen
- Finishers
  - Frog splash

## Prestaties
- Impact Wrestling
  - Impact Grand Championship (1 keer)